# Heinzel Group

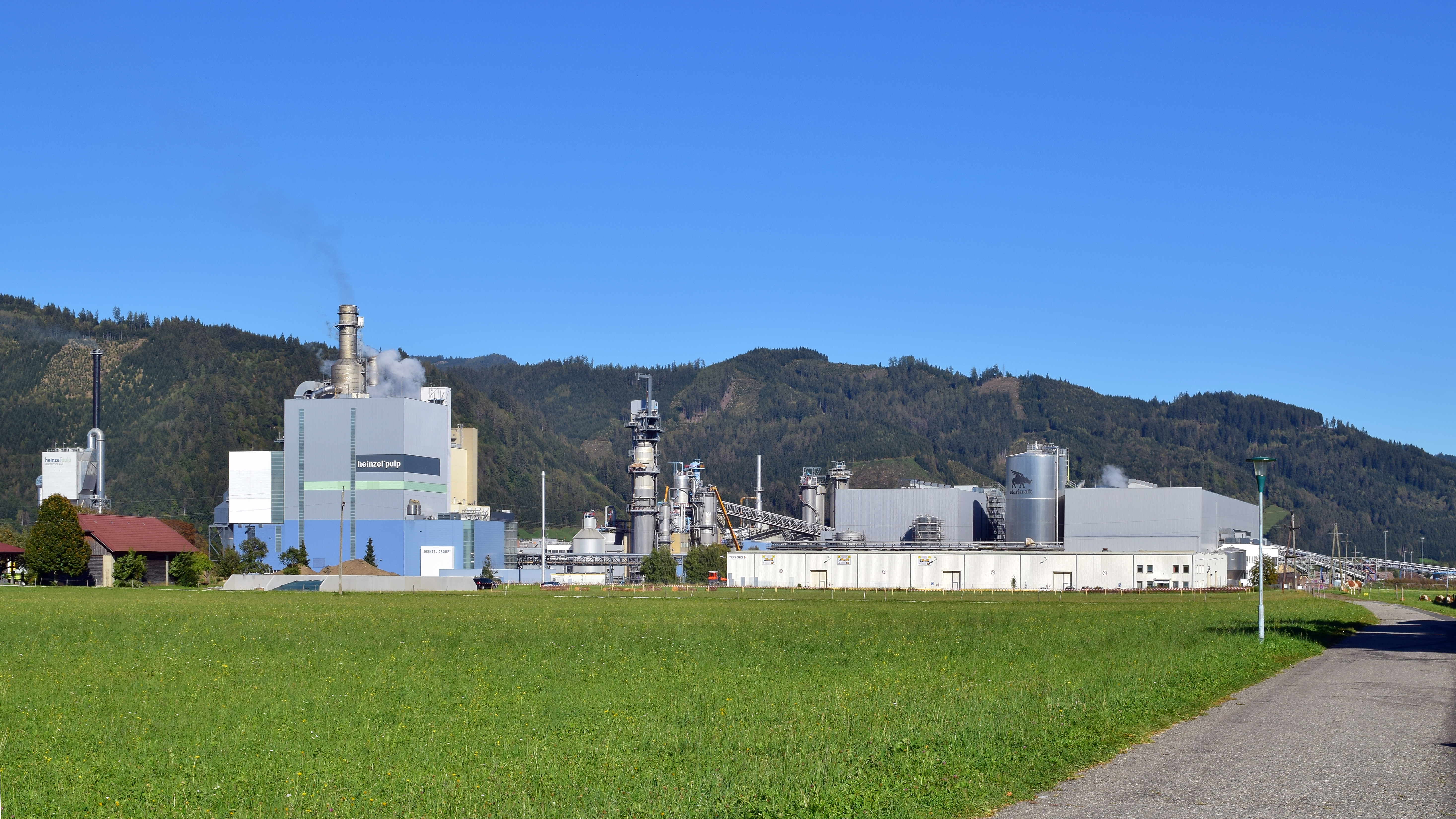
Werk der Zellstoff Pöls AG in Pöls

Die Heinzel Group ist eine österreichische Unternehmensgruppe auf dem Gebiet der Papierherstellung. Kopf der Gruppe bildet die Holdinggesellschaft Heinzel Holding GmbH mit Sitz in Vorchdorf. Das Produktportfolio des Konzerns umfasst verschiedene Arten grafischer Papiere, Wellpappenrohpapier und Marktzellstoff. Außerhalb des Kerngeschäfts betätigt sich der Konzern auch in der Stromerzeugung, der Agrarwirtschaft und der Immobilienwirtschaft.

## Geschichte
Im Jahr 1991 übernahm Alfred Heinzel mithilfe von Banken und Management die Wilfried Heinzel AG von dessen Onkel Wilfried Heinzel. Die Wilfried Heinzel AG bildet die heutige Teilgesellschaft Heinzel Sales, die als eigenes Handelshaus für den Vertrieb zuständig ist. Neun Jahre später erfolgte zum Jahr 2000 die Übernahme von Zellstoff Pöls aus Pöls in der Steiermark. In Pöls wird Zellstoff für die Produktion von Druck-, Schreib-, Hygiene-, Verpackungs- und Spezialpapieren hergestellt. Weiterhin wird in Pöls eine Papiermaschine zur Produktion von Kraftpapier betrieben. Seit 2006 befindet sich unter dem Namen Estonian Cell ein Zellstoffwerk im estnischen Kunda in Betrieb. Estonian Cell wurde ab 2004 sukzessive von der Heinzel-Gruppe übernommen. Ab 2011 besaß die Heinzel Group 100 % aller Estonian Cell-Anteile. 2013 erfolgte die Übernahme der Laakirchen Papier AG aus dem oberösterreichischen Laakirchen und der Kauf von 51 % an der Bunzl & Biach GmbH. Bunzl & Biach ist ein großes Unternehmen der Altpapierverwertung, dessen restliche Anteile durch Essity Austria gehalten werden.

## Sonstige Geschäftsbereiche
Die Heinzel EMACS Energie GmbH ist ein Projektentwickler im Bereich der Erneuerbaren Energien und betreibt Wasserkraftwerke an den Flüssen Pöls und Traun. Diese liefern elektrische Energie für Zellstoff Pöls und Laakirchen Papier. Weiterhin betreibt „Heinzel Energy“ Photovoltaik-Großanlagen und einen Windpark auf dem Grund der Domaine Albrechtsfeld.
Die Domaine Albrechtsfeld ist selbst Teil der Heinzel-Gruppe und steht für eine agrarwirtschaftlich verwaltete Fläche von rund 1400 Hektar im Burgenland. Das zuständige Unternehmen Domaine Albrechtsfeld GmbH sorgt für einen biologischen Anbau von Mais, Winterweizen, Ölkürbis, Sojabohnen, Roggen, Hirse und Dinkel. Weitere Agrarbetriebe der Heinzel-Gruppe sind Vao Agro OÜ und Diner OÜ, zwei Milchkuhbetriebe in Estland. Die kombinierte jährliche Milchproduktion beider Betriebe liegt bei 6,5 Mio. Litern.
Die Heinzel EMACS Immobilien GmbH verwaltet und vermietet Wohn- und Geschäftsimmobilien in Österreich, Deutschland und Slowenien.